# Тукангбеси (архипелаг)
Тукангбеси, или Туканг-беси, — архипелаг в Индонезии, который омывается морями Банда и Флорес. Состоит из 25 островов и рифов вулканического и кораллового происхождения. Расположен к юго-востоку от Сулавеси. Входит в состав провинции Юго-Восточный Сулавеси. Площадь — 821 км. Населения в 1994 году — 73251 человек.
Острова Тукангбеси известны своими коралловыми рифами. В 1996 году они получили статус морского национального парка.

## Население
На островах проживает народ, который некоторые исследователи причисляют к баджо, однако местное население разговаривает на отдельном индоевропейском языке. Небольшая площадь островов с бедными известняковыми почвами не позволяет наладить здесь товарное сельское хозяйство, поэтому оно имеет сезонный характер. В остальное время жители Тукангбеси занимаются рыболовством, сбором моллюсков и водорослей, важное значение имеет морская торговля.
В последние десятилетия на островах постепенно развивается туризм, они стали популярным местом у дайверов.